# Luis Gamarra
Luis Gamarra (ur. 23 lipca 1956 w Buenos Aires) – boliwijski strzelec.

## Kariera
Dwukrotnie startował w konkurencjach skeetu w letnich igrzyskach olimpijskich. W 1984 zajął 56. miejsce, a w 1992 roku wywalczył 42. pozycję.